# Інтернет-інкубатор
Інтернет-інкубатор  (Internet incubator) — венчурна інвестиційна модель, метою якої є прискорене підготування і швидкий вивід на ринок інтернет-компаній та їхніх проектів. Вперше інкубатор створено 1995 року американським бізнесменом Б. Гроссом.

## Визначення
У більш широкому сенсі, віртуальний інкубатор може бути визначений як каталізатор соціально-економічного розвитку, який забезпечує процес розробки ранніх етапів у життєздатних підприємствах. Вони пропонують формальні та неформальні можливості для навчання та підключають підприємців до екосистем супутніх послуг. Хоча віртуальні інкубатори все ще визначаються у швидко мінливому світі, вони можуть порушити традиційну модель бізнес-інкубації.

## Як працюють інтернет інкубатори
Оскільки глобальна економіка переходить від праці до знань, потреба у віддаленому офісному приміщенні та фізичній присутності зменшується і замінюється віртуальною присутністю. Виник нове покоління підприємців, вирощених в епоху Інтернету, які працюють на перетині фізичного та віртуального світів, що породжує віртуальні інкубатори. Ці віртуальні інкубатори не обов'язково мають фізичний офіс, замість цього вони вирішили надавати послуги своїм стартапам через Інтернет. Вони подібні до традиційних інкубаторів, без фізичного простору.
Василь Рєжонков (засновник CrowdSynergy 2013) запропонував основу з п'яти ключових характеристик бізнес-інкубатора та додав одну окрему особливість незалежності місця до віртуальних інкубаторів:
- Орієнтація процесу, пропонуючи системний підхід до інкубації
- Комплексна упаковка послуг, які узгоджуються з процесом,
- Підтримка підприємців на ранньому етапі,
- Унікальне поєднання процесів, сервісів та інфраструктури
- Розробка ідей в життєздатному бізнесі

У 2012 році InfoDev опублікував звіт, який розділив послуги віртуального інкубатора на три групи:
Підтримники
Підтримники пропонують послуги інкубації, що підкреслюють підготовку та наставництво, на відміну від доступу до фінансування або створення мережі. Вони вирішують завдання, з якими підприємці стикаються з розвитком своїх підприємницьких можливостей, щоб мати можливість вийти з місця.
Мережеві прискорювачі
Мережеві прискорювачі — це інкубатори, які скликають підприємців, інвесторів, волонтерів та постачальників послуг для об'єднання своїх колективних пропозицій, а не зосереджуються на наданні самих послуг. У цьому випадку інкубатор є посередником.
Венчурні прискорювачі
Західні прискорювачі, як правило, забезпечують короткострокову програму (3 місяці) навчання, наставництва та підтримку мереж, призначену для підготовки компаній до зовнішнього фінансування. [Архівовано 21 вересня 2017 у Wayback Machine.]

## Послуги віртуального інкубатора
Послуги віртуального інкубатора включають:
- Основи бізнесу: ця послуга полягає у вивченні основ роботи вашого власного бізнесу.
- Спільне адміністрування (обладнання: з моменту виникнення сервісів, багато капітальних інтенсивних інвестицій у обладнання та технологічну інфраструктуру стали на замовлення).
- Бухгалтерські, юридичні та людські ресурси: всі необхідні професійні послуги тепер можна придбати в Інтернеті за дуже розумною ціною, яку практично неможливо бити внутрішньою командою для надання дрібних послуг. Коли потреби компанії зростатимуть до одного або декількох штатних співробітників, може бути більше сенсу мати їх у власному бізнесі.
- Електронна комерція. В області електронної комерції практично відсутні знання, які недоступні за допомогою рішення на вимогу.
- Комплексний бізнес-тренінг: практично будь-які тренінги можуть бути знайдені в Інтернеті та на замовлення.
- Бізнес-етикет: це сіра область, враховуючи навчальні можливості через читання та перегляд в Інтернеті, є широко доступною, цінність практичного навчання не може бути проігнорована.[2]